# Jenny Cavallo
Jenny Alejandra Cavallo Faray (Santiago, 8 de marzo de 1975) es una psicóloga y actriz chilena egresada y titulada en Actuación Teatral en la Universidad ARCIS. Es conocida por su rol de Isidora de los Milagros en el programa Cabra chica gritona de Vía X. En 2018 fue parte del  Festival de Viña 2018   como uno de los show de humor dentro del certamen obteniendo la gaviota de plata a pedido del público. 

## Filmografía

### Telenovelas
| Teleseries | Teleseries    | Teleseries         | Teleseries  |
| Año        | Teleserie     | Rol                | Canal       |
| ---------- | ------------- | ------------------ | ----------- |
| 2007       | Lola          | Amante de Lalo     | Canal 13    |
| 2008       | Mala conducta | Carola Gallardo    | Chilevisión |
| 2009       | Conde Vrolok  | Teresa Salvatierra | TVN         |

### Series y unitarios
| Series y unitarios | Series y unitarios | Series y unitarios                    | Series y unitarios |
| Año                | Serie              | Rol                                   | Canal              |
| ------------------ | ------------------ | ------------------------------------- | ------------------ |
| 2003               | Mea culpa          | Prostituta en el capítulo «El sádico» | TVN                |
| 2014               | Familia moderna    | Teresa Prieto                         | Mega               |
| 2020               | S.O.S Mamis        |                                       |                    |

### Cine

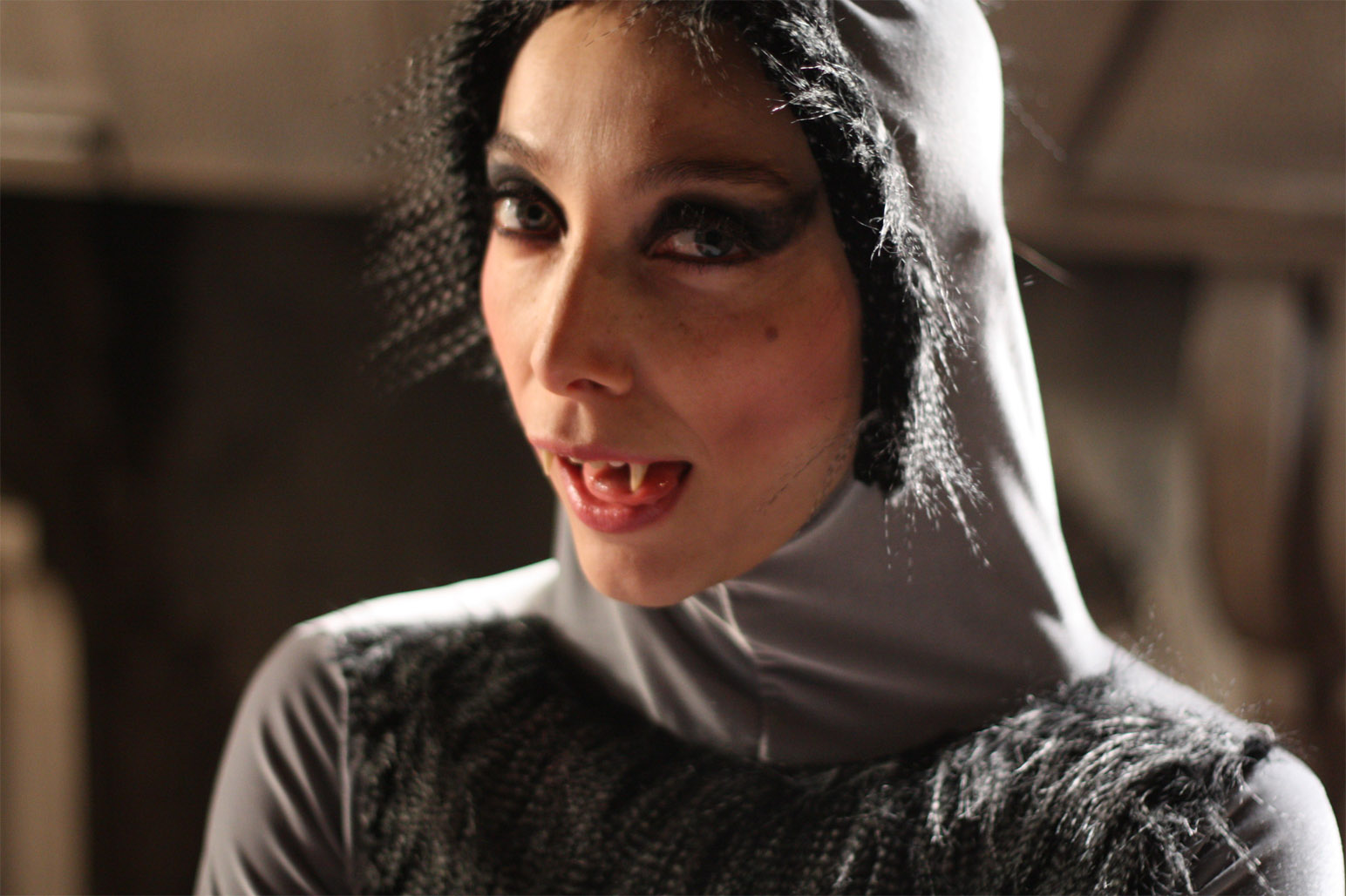
Cavallo en su papel de "Gata" para la película Humanimal.

| Cine | Cine                               | Cine                                  | Cine |
| Año  | Película                           | Rol                                   |      |
| ---- | ---------------------------------- | ------------------------------------- | ---- |
| 2006 | Normal con alas                    | Nieves Errázuriz                      |      |
| 2007 | Santos                             | Madre de Salvador                     |      |
| 2007 | Súper niño bully                   | Mamá de Diego                         |      |
| 2007 | El brindis                         | Nicole Anilevich                      |      |
| 2007 | Radio Corazón                      | Empleada doméstica (Tercera historia) |      |
| 2010 | Humanimal                          | Gata                                  |      |
| 2010 | Mitos y leyendas, la nueva alianza | Lili                                  |      |
| 2015 | Apio verde                         |                                       |      |
| 2022 | S.O.S. Mamis: La película          | Clarita                               |      |

### Programas de televisión
- Cabra chica gritona (Vía X, 2004-2006)
- El club de la comedia (Chilevisión, 2010)
- Bienvenidos  (Canal 13, 2019) - Panelista
- Así somos  (La Red, 2020) - Panelista